# Själbottna
Själbottna eller Skälbottna är en ö i Norrtälje kommun som ligger mellan Yxlan och Östra Lagnö. Ön tillhör Blidö församling.
Nordöstra halvan av ön tillhör sedan 1977 Själbottna-Östra Lagnö naturreservat, som förvaltas av Skärgårdsstiftelsen. Ett område i nordost, kring Långnäsholmarna, är fågelskyddsområde. Ön är bevuxet av relativt ung hällmarkstallskog och i öns inre delar finns stora kärr och mossar. På Själbottna fanns tidigare ängsmarker som under 1900-talets senare hälft har hunnit växa igen, men som nu åter börjar öppnas genom röjning, slåtter och bete.
Själbottna har gott om skyddade vikar och fina badklippor. Ön har inte mindre än tre välbesökta naturhamnar vilka alla ligger inom naturreservatet. Sopställ och toalett finns vid naturhamnarna. Flera markerade promenadstigar underlättar framkomligheten. På en äng på öns sydöstra sida, vid Vadören, kan man tälta. Vid ångbåtsbryggan finns färskvatten.

## Kommunikationer

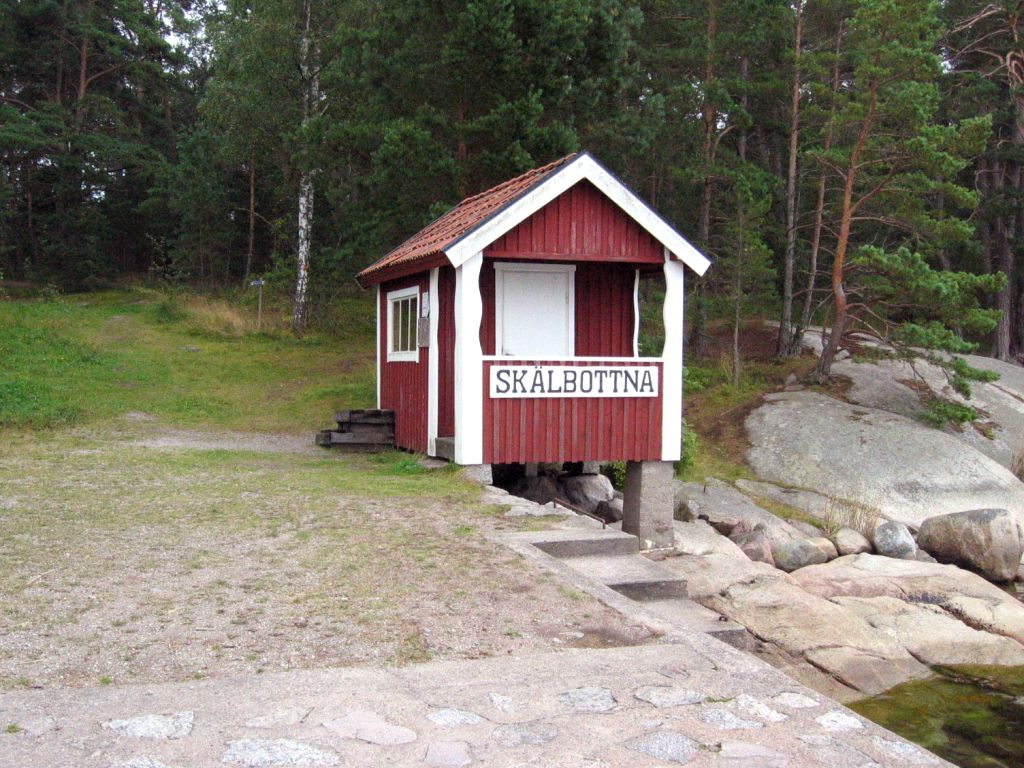
Ångbåtsbryggan vid Själbottna.

Blidösundsbolaget trafikerar Själbottna sommartid från Strömkajen i Stockholm med M/S Sjöbris och M/S Sjögull.